# Verlič
Verlič je priimek več oseb:
- Barbara Verlič Christiensen (prej V.-Dekleva), sociologinja
- David Verlič (*1971), multimedijski aktivist, elektrotehnik računalništva, režiser, montažer
- Jure Verlič (*1987), hokejist
- Mateja Verlič (*1979), doktorica računalništva in informatike
- Miha Verlič (*1991), hokejist
- Peter Verlič (*1962), inženir gradbeništva in politik